# Alexys Brunel
Alexys Brunel (* 10. Oktober 1998 in Boulogne-sur-Mer) ist ein französischer Radrennfahrer.

## Sportlicher Werdegang
Seine ersten internationalen Erfolge erzielte Brunel bereits als Junior. 2015 gewann er La Philippe Gilbert juniors, in der Saison 2016 das Junioren-Rennen von Gent–Wevelgem sowie das Zeitfahren Chrono des Nations. Zudem wurde er bei den UEC-Straßen-Europameisterschaften 2016 Europameister im Zeitfahren der Junioren.
Nach dem Wechsel in die U23 startete Brunel zunächst für den französischen Club cycliste Étupes. 2018 bekam er die Möglichkeit des Einsatzes als Stagaire beim UCI WorldTeam Groupama-FDJ. Danach fuhr er noch ein Jahr für das Nachwuchsteam Equipe continentale Groupama-FDJ, bevor er zur Saison 2020 festes Teammitglied bei Groupama-FDJ wurde. Nachdem er 2019 Paris–Tours U23 gewonnen hatte, feierte er in der Saison 2020 seinen ersten Sieg als Profi, als er die erste Etappe des Étoile de Bessèges für sich entscheiden konnte.
Nach zwei Jahren bei Groupama-FDJ wechselte Brunel zur Saison 2022 zum UAE Team Emirates. Im Juni 2023 gab er überraschend seinen Rücktritt vom Profi-Radsport bekannt, um sich anderen Herausforderungen zu widmen.
Nachdem er sich 2023 im Triathlon versucht hatte, nahm Brunel 2024 vermehrt an Gravelrennen teil, wo er auch Podiumsplatzierungen erzielen konnte. Dabei fand er wieder seine Lust am Radsport, mit dem Team TotalEnergies kehrte er 2025 in den Profiradsport zurück und gewann im März den Grote Prijs Jean-Pierre Monsére.

## Erfolge
2015
- La Philippe Gilbert juniors

2016
- Europameister – Einzelzeitfahren (Junioren)
- Chrono des Nations (Junioren)
- Gent–Wevelgem/Grote Prijs A. Noyelle-Ieper
- Bergwertung Course de la Paix Juniors

2017
- Französischer Meister – Einzelzeitfahren (U23)

2018
- Französischer Meister – Einzelzeitfahren (U23)

2019
- Paris–Tours U23

2020
- eine Etappe und Nachwuchswertung Étoile de Bessèges

2022
- eine Etappe Tour de Guadeloupe

2025
- Grote Prijs Jean-Pierre Monsére